# Ron Flockhart
Ron Flockhart (16 de junho de 1923 – 12 de abril de 1962) foi um automobilista britânico nascido na Escócia.
Flockhart participou de 13 Grandes Prêmios de Fórmula 1, tendo como melhor resultado um 3º lugar na Itália de 1956.